# Alan Chamberlain
Alan Chamberlain (ur. 1 stycznia 1943) – angielski sędzia snookerowy.

## Życiorys
Alan Chamberlain został profesjonalnym sędzią w 1981 roku.
Jego debiut w Main Tourze datuje się na 1983 rok, kiedy sędziował w turnieju Lada Classic pomiędzy Steve'em Harrisem a Bobem Dugganem. Debiut telewizyjny przypadł na Grand Prix i pojedynek Cliff Thorburn – Mark Wildman.
W 1997 roku był sędzią w finale MŚ pomiędzy Stephenem Hendrym a Kenem Dohertym.
Alan Chamberlain jest najczęściej "sędzią bocznym", gdyż bardzo często obsługuje tablice punktowe.